# 城市公园

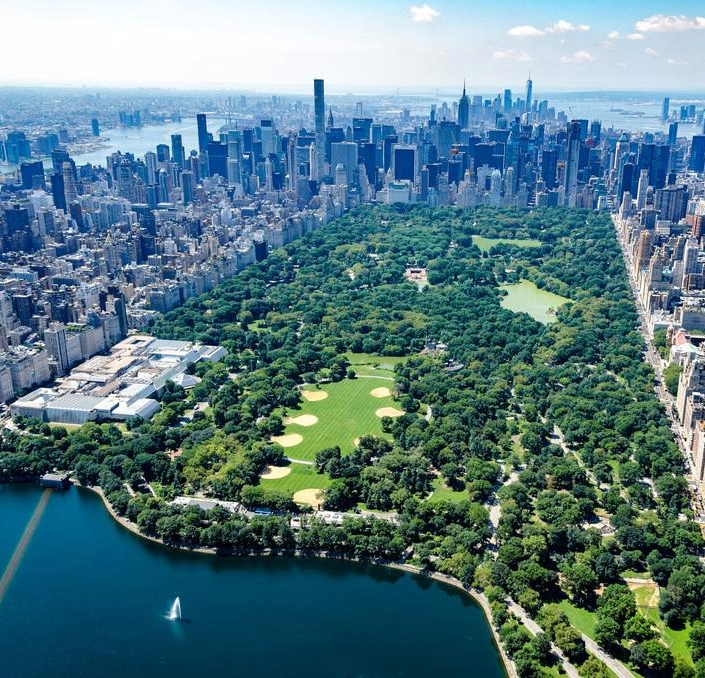
纽约曼哈頓的中央公園是世界上游客最多的旅游景点之一，其周围环绕着摩天大樓

城市公园，或稱都市公園，是位于城市市区或近郊，具有良好的绿化环境和一定的休闲娱乐设施的活动场所。城市公园有助于提高城市生活质量，还在促进生物多樣性、减少空气污染和调节城市温度方面发挥着作用。著名的城市公园有纽约的中央公園、巴黎的卢森堡公园和阿姆斯特丹的馮德爾公園。